# Tangara à nuque jaune
Anisognathus somptuosus
Espèce
Statut de conservation UICN

 LC  : Préoccupation mineure
Le Tangara somptueux (Anisognathus somptuosus), aussi appelé Tangara à ailes bleues[réf. nécessaire] ou Tangara à nuque jaune est une espèce d'oiseaux de la famille des Thraupidae.

## Sous-espèces
D'après la classification de référence (version 5.2, 2015) du Congrès ornithologique international, cette espèce est constituée des sous-espèces suivantes (ordre phylogénique) :
- Anisognathus somptuosus venezuelanus (Hellmayr, 1913)
- Anisognathus somptuosus virididorsalis (Phelps & W. H. Phelps Jr, 1949)
- Anisognathus somptuosus antioquiae (Berlepsch, 1912)
- Anisognathus somptuosus victorini (Lafresnaye, 1842)
- Anisognathus somptuosus cyanopterus (Cabanis, 1866)
- Anisognathus somptuosus baezae (Chapman, 1925)
- Anisognathus somptuosus alamoris (Chapman, 1925)
- Anisognathus somptuosus flavinucha (Orbigny & Lafresnaye, 1837)
- Anisognathus somptuosus somptuosus (Lesson, 1831)

Si la sous-espèce Anisognathus somptuosus flavinucha, qui a des vocalisations distinctes et un plumage un peu différent, est séparée pour devenir une espèce à part entière, elle prendrait le nom normalisé CINFO de Tangara à nuque jaune ; l'espèce ci-contre Anisognathus somptuosus deviendrait le Tangara somptueux.

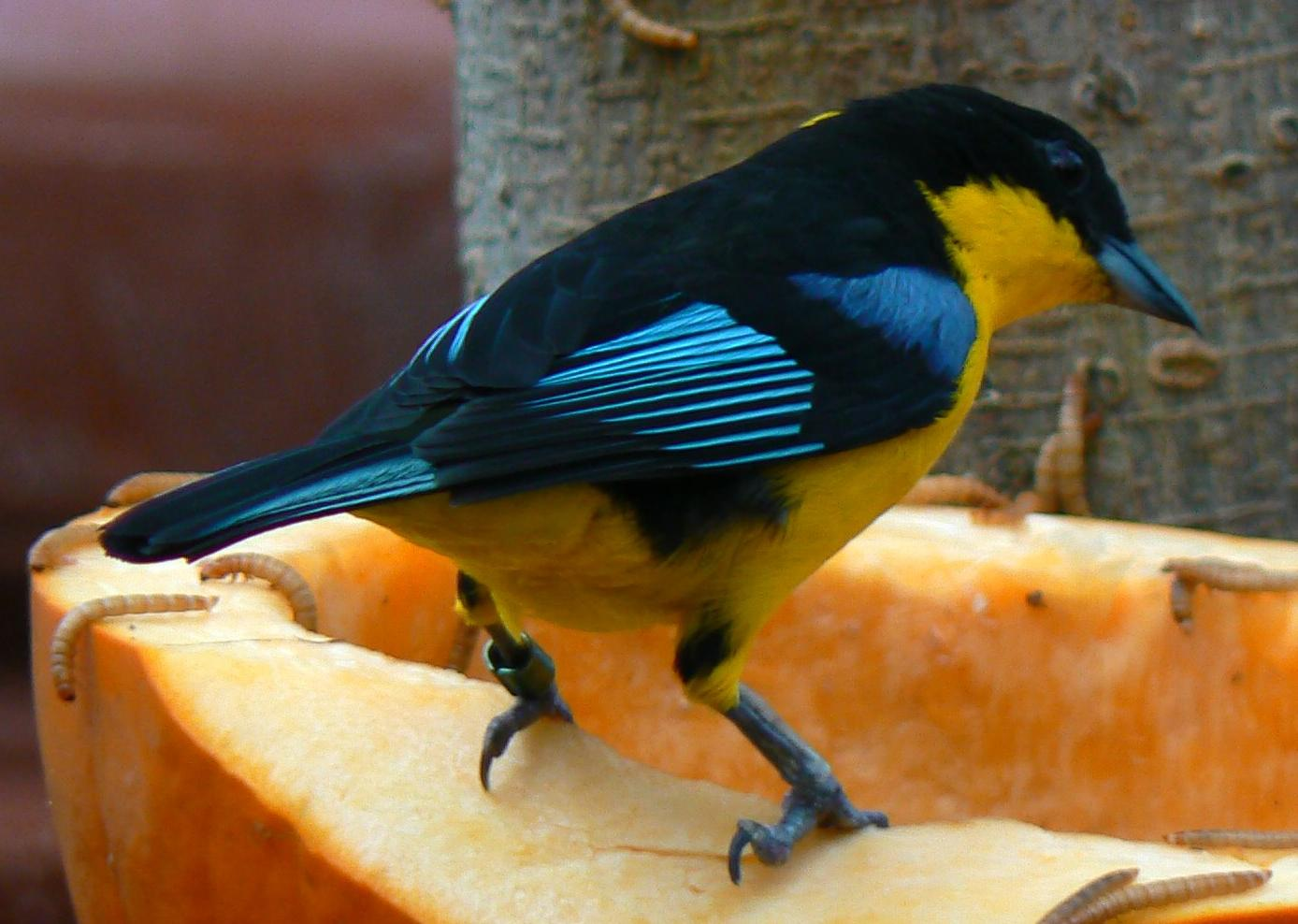
Individu se nourrissant au parc ornithologique national de Pittsburgh (États-Unis)